# Гомби ди Ричи (Империја)
Гомби ди Ричи је насеље у Италији у округу Империја, региону Лигурија.
Према процени из 2011. у насељу је живело 10 становника. Насеље се налази на надморској висини од 88 м.